# Daoba (sockenhuvudort i Kina, Guizhou Sheng, lat 28,24, long 108,58)
Daoba (kinesiska: 刀坝, 刀坝乡) är en sockenhuvudort i Kina. Den ligger i provinsen Guizhou, i den sydvästra delen av landet, omkring 260 kilometer nordost om provinshuvudstaden Guiyang. Antalet invånare är 19 914. Befolkningen består av 9 825 kvinnor och 10 089 män. Barn under 15 år utgör 29,0 %, vuxna 15-64 år 57 %, och äldre över 65 år 12,0 %.